# Atområd
Atområd är en titel på en utlandsstationerad tjänsteman vid Sveriges ständiga representation vid Europeiska unionen utsänd från miljödepartementet. Titeln kan jämföras med ambassadråd (utsänd från UD), rättsråd (utsänd från justitiedepartementet), lantbruksråd, energiråd, miljöråd, kulturråd, etc. Atområdet bevakar i första hand frågor under Euratomfördraget såsom kärnsäkerhet, strålskydd m.m.